# Java Advanced Imaging
Java Advanced Imaging (JAI) ist eine plattformunabhängige Ansammlung von Methoden zur Bildverarbeitung und Bildanalyse für die Programmiersprache Java von der Firma Sun Microsystems. Mit den Methoden hat man die Möglichkeit, auch komplexe Bildtransformationen durchzuführen und die Bilder effizient über das Netzwerk zu verteilen. Es werden die Grafikformate BMP, GIF, JPEG, PNG, PNM und TIFF unterstützt. Ergänzt wird JAI durch die Java Image I/O API zum Lesen und Schreiben von Bilddateien.

## Lizenzen
Eine kostenlose Nutzung ist unter den Bedingungen der Java Research License (JRL) oder alternativ der Java Advanced Imaging Distribution License (JDL) möglich. Die JRL ist auf den nicht kommerziellen Bereich beschränkt, es handelt sich daher nicht um eine freie Lizenz. Dagegen erlaubt die JDL auch kommerzielle Nutzung. Zu den Bedingung gehört unter anderem, dass modifizierte Versionen den Kompatiblitätstest (Technology Compatibility Kit) vollständig bestehen, welcher wiederum nur unter sehr restriktiven Bedingungen zur Verfügung steht.